# 121st Street
121st Street è una fermata della metropolitana di New York situata sulla linea BMT Jamaica. Nel 2019 è stata utilizzata da 675 500 passeggeri. È servita principalmente dalla linea J, tranne nell'ora di punta del mattino in direzione Manhattan e nell'ora di punta del pomeriggio in direzione Queens quando è servita dalla linea Z.

## Storia
La stazione fu aperta il 3 luglio 1918. È stata ristrutturata tra febbraio 2017 e novembre 2018.

## Strutture e impianti
La stazione è posta su un viadotto al di sopra di Jamaica Avenue, ha due binari e due banchine laterali. Il mezzanino, posizionato sotto il piano binari, ospita le scale per accedere alle banchine, i tornelli e le quattro scale per il piano stradale, due portano all'incrocio con 121st Street, due a quello con 123rd Street.

## Interscambi
La stazione è servita da alcune autolinee gestite da MTA Bus e NYCT Bus.
- Fermata autobus